# Totainville
Totainville ([tɔtɛ̃ˈvil] ) ist eine französische Gemeinde mit 114 Einwohnern (Stand: 1. Januar 2022) im Département Vosges in der Region Grand Est. Sie gehört zum Arrondissement Neufchâteau (bis 2024 Épinal) und ist Mitglied im Gemeindeverband Communauté de communes de Mirecourt Dompaire. Die Bewohner werden Totainvillois und Totainvilloises genannt.

## Geografie

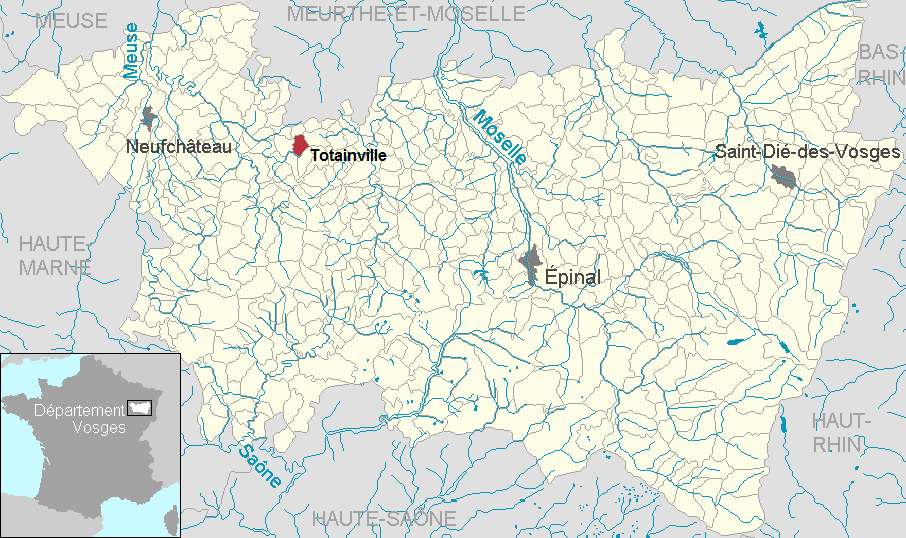
Lage der Gemeinde Totainville
im Département Vosges

Die Gemeinde Totainville liegt in der Landschaft Xaintois, etwa 40 Kilometer nordwestlich von Épinal und 40 Kilometer südlich von Nancy.
Das Relief des 5,00 km² umfassenden Gemeindegebietes ist wenig gegliedert. Das Oberflächenwasser sammelt sich im teilweise kanalisierten Ruisseau le Canal de l'Etang, im Norden der Gemeinde im Ruisseau de Bicène, die beide über die Flüsse Vraine und Vair zur Maas entwässern. Die östliche Gemeindegrenze verläuft entlang der Rhein-Maas-Wasserscheide.
Abgesehen von der Siedlungsfläche und kleinen Waldstücken im Norden und Osten (Bois Pralet) besteht das Gemeindegebiet aus Acker- und Weideland.
Nachbargemeinden von Totainville sind Repel im Norden, Oëlleville im Osten, Dombasle-en-Xaintois und Ménil-en-Xaintois im Süden, Biécourt im Westen sowie Saint-Prancher im Nordwesten.

## Geschichte
Im 10. Jahrhundert tauchte der Ort als Totainvilla erstmals in einer Urkunde auf. Das Dorf war Mittelpunkt eines Bannes, dessen hohe und niedere Gerichtsbarkeit sich die örtliche Herrschaft und die Abtei Remiremont teilten.
Der Zehnte ging zu zwei Dritteln an das Kapitel Remiremont und zu einem Drittel an den Pfarrer. Die Pfarrei gehörte zum Dekanat Poussay in der Diözese Toul.
Das Rathaus- und Schulgebäude (la mairie-école) wurde im Jahre 1831 erbaut.

### Bevölkerungsentwicklung
| Jahr      | 1962 | 1968 | 1975 | 1982 | 1990 | 1999 | 2006 | 2012 | 2022 |
| Einwohner | 94   | 112  | 121  | 104  | 89   | 90   | 122  | 125  | 114  |

Im Jahr 1846 wurde mit 309 Bewohnern die bisher höchste Einwohnerzahl ermittelt. Die Zahlen basieren auf den Daten von cassini.ehess und .INSEE.

## Sehenswürdigkeiten
- Kirche Saint-Remy aus dem 15. Jahrhundert mit einem 1825 rekonstruierten Turm

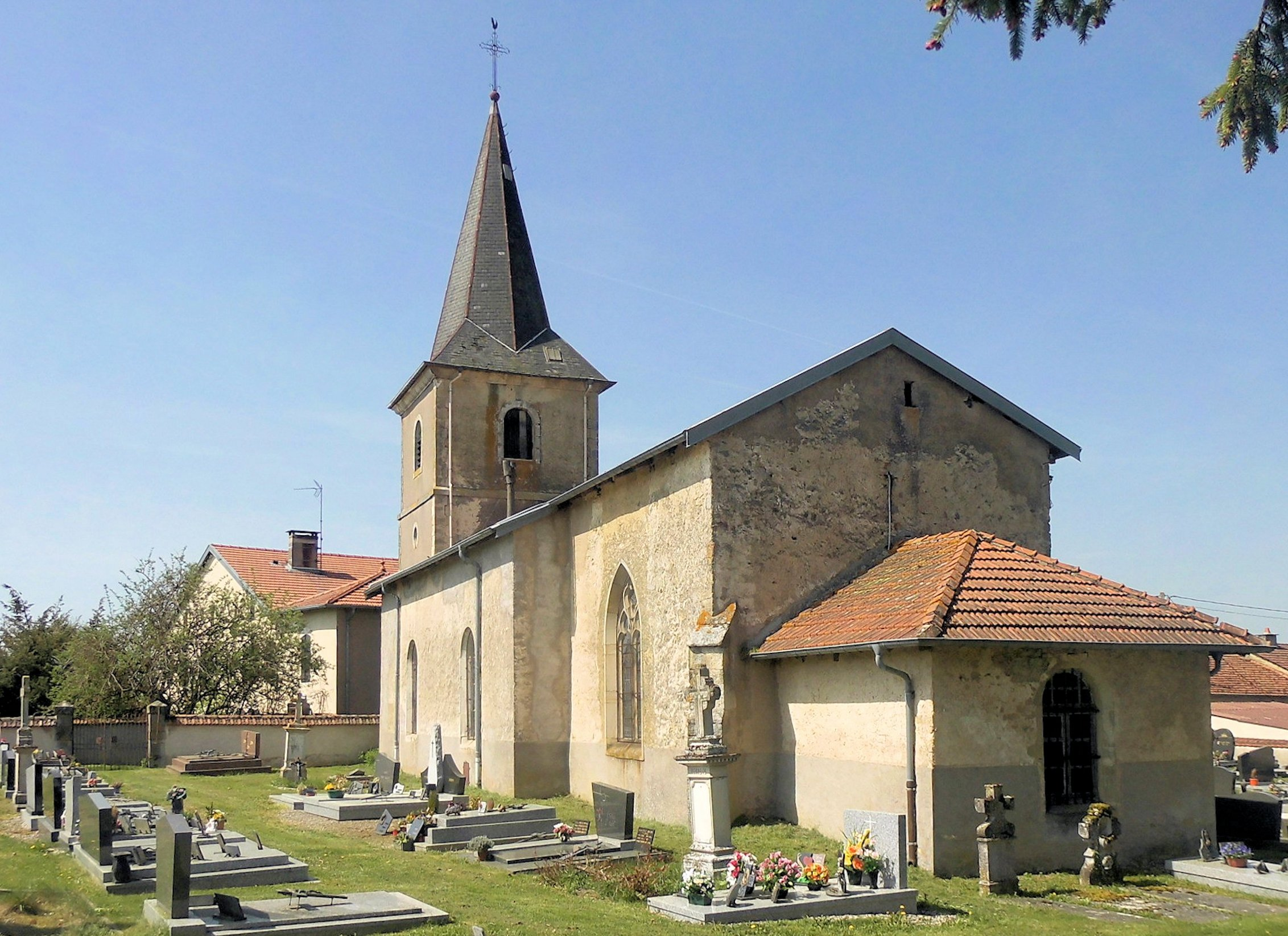
Kirche Saint-Remy
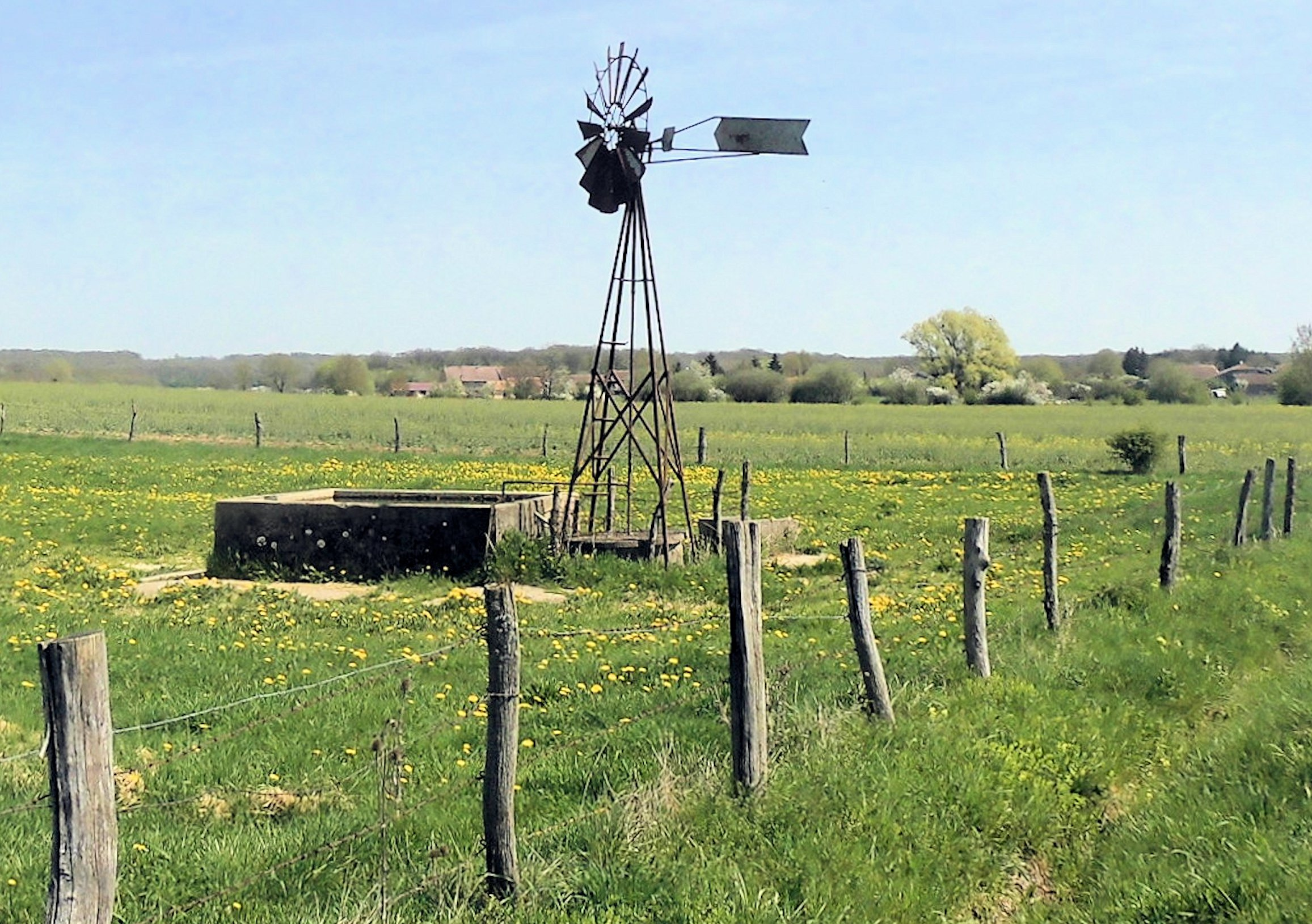
Reste des ehemaligen Lavoirs, heute windbetriebene Viehtränke

## Wirtschaft und Infrastruktur
Die Landwirtschaft spielt in Totainville nach wie vor eine wichtige Rolle. In der Gemeinde ist noch ein Gemüseanbaubetrieb im Vollerwerb tätig.
Das Dorf liegt abseits der überregionalen Verkehrsströme. Zwei Kilometer südlich des Dorfes verläuft die teilweise zweistreifig ausgebaute Fernstraße D 166, die von Épinal über Mirecourt nach Neufchâteau führt.

## Belege
1. ↑  Totainville auf vosges-archives.com (Memento des Originals vom 20. Mai 2016 im Internet Archive)  Info: Der Archivlink wurde automatisch eingesetzt und noch nicht geprüft. Bitte prüfe Original- und Archivlink gemäß Anleitung und entferne dann diesen Hinweis. (PDF-Datei, französisch; 99 kB)
2. ↑  Totainville auf cassini.ehess.fr
3. ↑  Totainville auf INSEE
4. ↑  Landwirtschaftsbetrieb auf annuaire-mairie.fr (französisch)